# La Playa, Irapuato
La Playa är en ort i Mexiko.   Den ligger i kommunen Irapuato och delstaten Guanajuato, i den centrala delen av landet, 270 km väster om huvudstaden Mexico City. La Playa ligger 1 694 meter över havet och antalet invånare är 239.
Terrängen runt La Playa är huvudsakligen platt, men söderut är den kuperad. Runt La Playa är det ganska tätbefolkat, med 120 invånare per kvadratkilometer. Närmaste större samhälle är Abasolo, 10,9 km sydväst om La Playa. Trakten runt La Playa består till största delen av jordbruksmark.